# D'Huart
D'Huart is een Zuid-Nederlandse adellijke familie met talrijke vertakkingen.

## Geschiedenis
In 1613 werd adelserkenning verleend door keizer Matthias aan Jean-Gaspard Huart, evenals aan zijn twee broers die echter zonder afstammelingen bleven. 
In 1689 werd Jean-Baptiste d'Huart als adellijk ontvangen in het Collège Mazarin.
In 1709 werd de titel baron verleend door koning Filips V van Spanje aan Georges-Mathias d'Huart, overdraagbaar op alle afstammelingen. Zijn zoon, baron Jean-François d'Huart, getrouwd met Anne de Villers, was de vader van de twee hierna vernoemde geadelde familiehoofden.

## Philippe d'Huart
Jacques Philippe Joseph d'Huart (Differdange, 4 februari 1754 - Bertrange, 9 april 1816) was onder het ancien régime heer van Bertrange, Dockendorf, Puttelange en Schwerzdorf. Hij diende bij het regiment van dragonders Latour. In de Franse tijd was hij maire van Bertrange.
Hij trouwde in 1783 in Schwerdorff met Henriette de Dampont (1759-1811). Ze kregen negen kinderen. In 1811 hertrouwde hij in Bertrange met Marie-Madeleine Suttor (1758-1837).
In maart 1816 werd hij erkend in de erfelijke adel met de titel baron, overdraagbaar bij eerstgeboorte en met benoeming in de Ridderschap van de provincie Luxemburg. Een maand later overleed hij. Onder zijn kinderen:
- Jean d'Huart (1789-1837), burgemeester van Hollerich.
- Charles d'Huart (1797-1864), die na 1839 de nationaliteit van het groothertogdom behield. Met Élisabeth Suttor (1804-1883) had hij dertien kinderen.

## Henri d'Huart
Henri Eloi Antoine Joseph d'Huart (Differdange, 1 december 1761 - Jamoigne, 24 maart 1823), broer van de voorgaande, was onder het ancien régime officier in het Oostenrijkse leger, vervolgens in het Franse leger en ten slotte luitenant-kolonel in het leger van het Verenigd Koninkrijk der Nederlanden. In de Franse tijd was hij maire van Jamoigne en lid van de algemene raad van het Woudendepartement. In maart 1816 werd hij erkend in de erfelijke adel met de titel baron overdraagbaar bij eerstgeboorte en benoeming in de Ridderschap van Luxemburg. Hij trouwde in 1783 in Bergen met Catherine de Patoul (1761-1838). Ze kregen drie zoons en twee dochters.
- Auguste d'Huart (1789-1868), officier onder het Franse keizerrijk, inspecteur van Waters en Bossen, lid van de Provinciale Staten van Luxemburg, gedeputeerde van Luxemburg en interim-gouverneur, trouwde in 1819 in Habay-la-Vieille met Apolline d'Anethan (1798-1856), dochter van baron François d'Anethan, lid van de Eerste Kamer, en zus van baron Joseph d'Anethan, lid van de Raad van State, en baron Félix d'Anethan, lid van de Gedeputeerde Staten van Luxemburg en lid van de Tweede Kamer. Ze kregen drie zoons en twee dochters, met afstammelingen tot heden.
- Edouard d'Huart (1800-1884), lid van de Provinciale Staten van Luxemburg, lid van het Nationaal Congres, volksvertegenwoordiger, senator, minister van Financiën en minister van Staat, trouwde in 1835 in Annevoie met Anne de Montpellier (1807-1906). Ze kregen drie zoons en een dochter.
  - Alfred d'Huart (1839-1927), burgemeester van Sovet, provincieraadslid van Namen en senator, trouwde in 1863 in Sint-Lambrechts-Woluwe met Mathilde Malou, dochter van Jules Malou, advocaat, gouverneur van Antwerpen, volksvertegenwoordiger, senator, minister van Financiën en premier. Ze kregen drie zoons en vier dochters.
    - Berthe d'Huart (1864-1937), trouwde in 1885 in Brussel met graaf Charles de Broqueville (1860-1940), premier, zoon van graaf Stanislas de Broqueville, provincieraadslid van Oost-Vlaanderen en Antwerpen. Ze kregen vijf zoons en een dochter, met afstammelingen tot heden.
    - Albert d'Huart (1867-1937), advocaat, provincieraadslid van Namen, gemeenteraadslid van Sovet, volksvertegenwoordiger en senator, trouwde in 1891 in Elsene met Marie-Henriette de Spoelberch (1871-1953), kleindochter van Prosper de Kerchove de Denterghem. Ze kregen drie zoons en drie dochters, met afstammelingen tot heden.
    - Marie d'Huart (1871-1963), trouwde in 1890 in Achêne met graaf Camille de Briey (1862-1944), industrieel, minister, gouverneur van Namen en volksvertegenwoordiger, zoon van graaf Albert de Briey, diplomaat en volksvertegenwoordiger. Ze kregen twee zoons en twee dochters, met afstammelingen tot heden.

  - Victor d'Huart (1840-1918), trouwde in 1866 in Brussel met Anne Zaman (1840-1901), dochter van Joseph Zaman, industrieel en senator. Ze kregen een zoon en twee dochters, met afstammelingen tot heden.
- Henry d'Huart (1803-1875), directeur van de Faïencerie de Longwy, verkreeg erkenning van de titel baron voor al zijn afstammelingen, trouwde in 1832 in Longlaville met Fanny de Nothomb (181-1855), dochter van Jean-Antoine de Nothomb, luitenant-kolonel en lid van de Provinciale Staten van Luxemburg. Ze kregen twee zoons en vier dochters, met afstammelingen tot heden. Hij hertrouwde in 1856 met Léopoldine de Wautier (1817-1911), dochter van Augustin de Wautier, officier, senator en schepen van Longchamps-lez-Bertogne, en weduwe van François d'Hoffschmidt, lid van de Provinciale Staten van Luxemburg, arrondissementscommissaris van Bastenaken en volksvertegenwoordiger. Het huwelijk bleef kinderloos.

Drie nakomelingen verkregen in 1842 en 1843 dat de titel baron voortaan op alle afstammelingen overdraagbaar was.
De genealogie van de familie d'Huart in de État présent de la noblesse belge beslaat 35 bladzijden.